# Греков, Леонид Иванович (государственный деятель)
Леони́д Ива́нович Гре́ков (11 августа 1928, Луганск, УССР, СССР — 31 октября 2004, Москва, Россия) — советский государственный и партийный деятель, дипломат.

## Биография
Русский, член ВКП(б) с 1949 года. Окончил Харьковский авиационный институт (1954). Кандидат экономических наук.
Работать начал в 1943 году – электромонтёром воинской части. С 1954 года работал инженером, старшим инженером в Центральном институте авиационного моторостроения в Москве.
С 1961 года — секретарь парткома института, в 1963–1966 годах – секретарь, 1-й секретарь Калининского райкома КПСС, в 1971–1976 годах – 2-й секретарь Московского горкома КПСС.
В 1976–1983 годах — 2-й секретарь ЦК КП Узбекистана. В 1981 году вместе с председателем КГБ Узбекистана Л. Н. Мелкумовым стал инициатором расследования так называемого «хлопкового дела» – о коррупции в высшем эшелоне узбекской номенклатуры. В 1983 году, когда часть фактов подтвердилась, был смещён с должности и направлен послом в Болгарию, а Мелкумов — советником посольства в Чехословакию.
С 10 июля 1983 по 26 февраля 1988 года – чрезвычайный и полномочный посол СССР в Болгарии.
В 1988–1990 годах – заместитель председателя Государственной внешнеэкономической комиссии Совета министров СССР.
Член ЦК КПСС в 1971–1990. Депутат Верховного Совета СССР 9-го и 10-го созывов.
С 1990 года — на пенсии.
Скончался 31 октября 2004 в Москве. Похоронен на Родниковском кладбище Раменского района Московской области.

## Дипломатический ранг
Чрезвычайный и полномочный посол